# Dicranomyia kurnai
Dicranomyia kurnai là một loài ruồi trong họ Limoniidae. Chúng phân bố ở miền Australasia.